# Acontiophorus scutatus
Acontiophorus scutatus är en kräftdjursart som först beskrevs av Brady och Robertson D. 1873.  Acontiophorus scutatus ingår i släktet Acontiophorus, och familjen Asterocheridae. Arten är reproducerande i Sverige.

## Bildgalleri

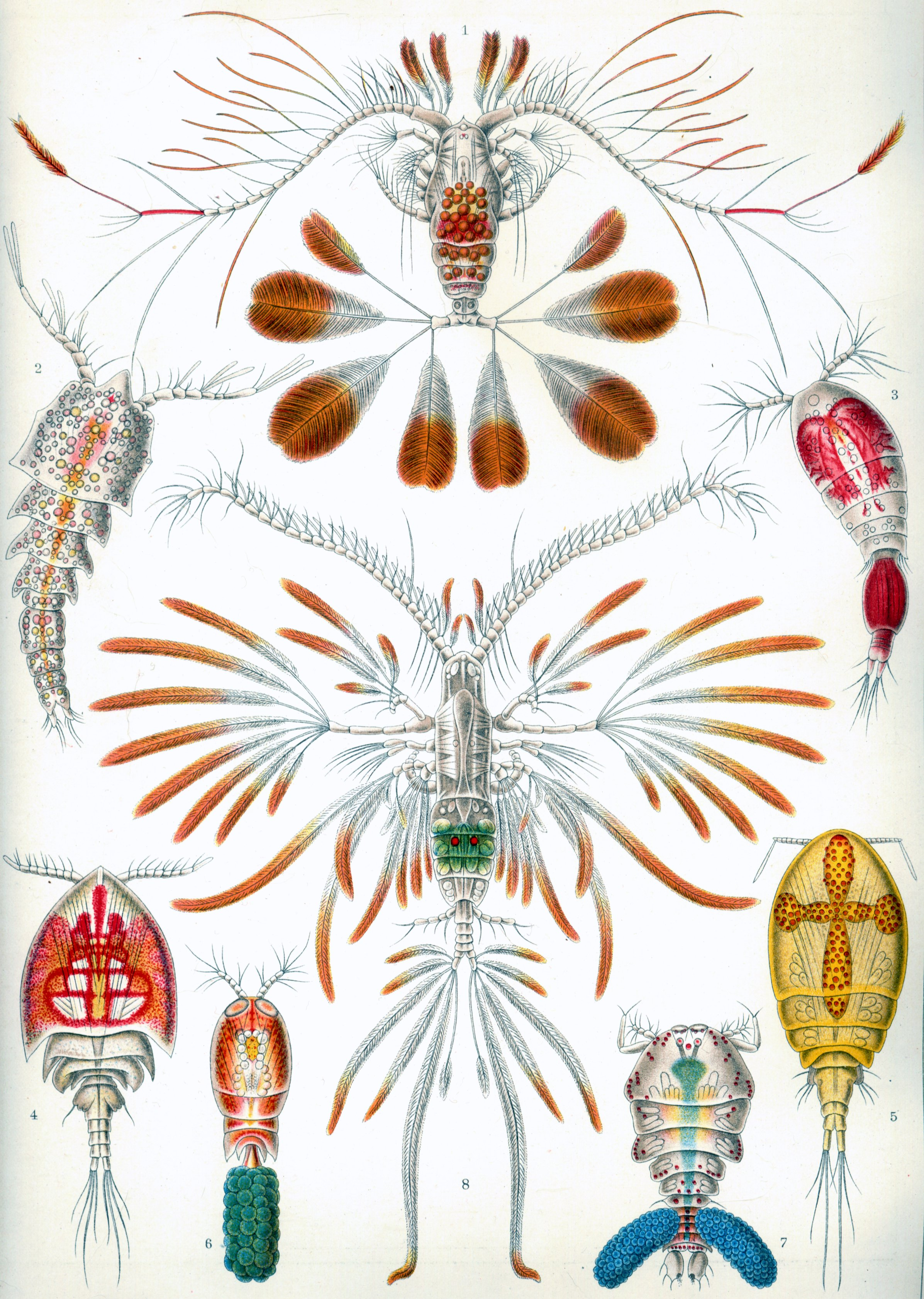